# 大細
大細是一種常見的投注彩池，一般由莊家設定球盤數及賠率，然後讓投注者下注較盤數大或小的選項。這種賭博常見於足球、籃球及美式足球等。

## 各種大細
- 足球：入球大細、角球大細（個別博彩公司亦會開設紅牌黃牌、界外球、龍門球大細等）
- 籃球、美式足球：總得分大細 (各別博彩公司包括個別球員得分、助攻數等)
- 乒乓球、羽毛球及其他：總得分大細

## 開盤方式
一般而言，莊家都會開半點的球盤數，例如入球大細一般會設為2.5球。但現時由於亞洲盤的盛行，很多時候可能會開2球、2/2.5球等可能出現走盤的盤口。例如假設球盤數為3/3.5球，若最終比分為3球，投注細的投資者便會獲利一半、退款一半（俗稱贏半），反之亦然。